# Радио Академац
Радио Академац је била београдска радио станица која је емитовала програм на фреквенцији 98 MHz. Своје емитовање програма је отпочела 1996. године, а прекинула 2007. године, након одузимања дозволе.
Радио Академац је био део истоименог клуба Ауто-мото савеза Србије, док су челници станице тврдили како су независни од те организације.

## Историја
Радио Академац је први пут почео са емитовањем експерименталног програма 28. јуна 1996. године, а у јуну наредне године, ова радио станица покреће стални радијски програм.
Оснивач радио станице је Ауто-мото клуб Академац, клуб који се бавио делатностима у вези међународних возачких докумената, полиса осигурања, док је такође у склопу клуба била заступљена и ауто-школа, као и одмаралиште.
Радио је тада основан, по речима челника, из жеље неколицине ентузијаста да испуне своја дугогодишња настојања и направе радио по мери сопствених схватања медија, уз поштовање професионалних стандарда, као и да ће програм који ће бити емитован бити усмерен на људе који ће слушати радио у колима, како се наводило на званичној страници те станице.

## Програм радија
Музику која се емитовала на радио Академцу су чинили актуелни хитови чији су се жанрови рангирали од денс, реп, као и до техно музике, док је један сегмент програма био посвећен и старијој музици, где су се емитовале евергрин и рокенрол песме, баладе, музика из филмова, као и Р'н'Б и соул музика.
У вечерњим сатима, програм је био резервисан за контакт емисије.
Такође, на радију Академац су се емитовале емисије на тему саобраћаја, ауто бизниса, културе, спорта, док су такође били заступљени квизови, репортерска јављања, као и ауторске емисије, попут „200 на сат” и „Све за џ”

## Крај емитовања
Радио Академац, међутим, није добио дозволу за рад на конкурсу, од стране тада Републичке Радиодифузне Агенције Србије, стога је ова станица и званично престала са емитовањем 3. јануара 2007. године.